# 黑丁蛎
，是莺蛤目丁蛎科丁蛎属的一种。主要分布于印度尼西亚、中国大陆、台湾，常栖息在潮间带至潮下带水深10米间。